# Cassephyra angulifera
Cassephyra angulifera är en fjärilsart som beskrevs av Paul Dognin 1911. Cassephyra angulifera ingår i släktet Cassephyra och familjen mätare. Inga underarter finns listade i Catalogue of Life.